# عين الدلبة (الخليل)
عين الدلبة هي عين ماء  تقع في أراضي مدينة دورا بمحافظة الخليل جنوب الضفة الغربية،وبالقرب من مخيم الفوار وعلى الطريق الرئيسي الخليل الظاهرية.

## الموقع
تقع في منتصف الطريق بين مدينتي الخليل جنوب الضفة الغربية في فلسطين، ومدينة بئر السبع الصحراوية المحتلة، توجد عين ما زالت تنبض حيوية، وينبع منها الماء العذب، ومن حولها تمتد مساحات شاسعة من الحقول الخضراء الغناء، اسمها عين الدلبة، ويستخدم مائها في الشرب وأغراض الزراعة.

## التاريخ
عين الدلبة نبع تاريخية وماؤها عذبه، محاطة بمساحات واسعة من الأراضي والحقول الخضراء.